# Bengkalis
Bengkalis ist die Hauptstadt der indonesischen Regierungsbezirk Bengkalis. Sie liegt in der Provinz Riau an der Südküste der Insel Bengkalis.